# Hypnoidus riparius
Hypnoidus riparius är en skalbaggsart som först beskrevs av Fabricius 1792.  Hypnoidus riparius ingår i släktet Hypnoidus, och familjen knäppare. Arten är reproducerande i Sverige.

## Bildgalleri

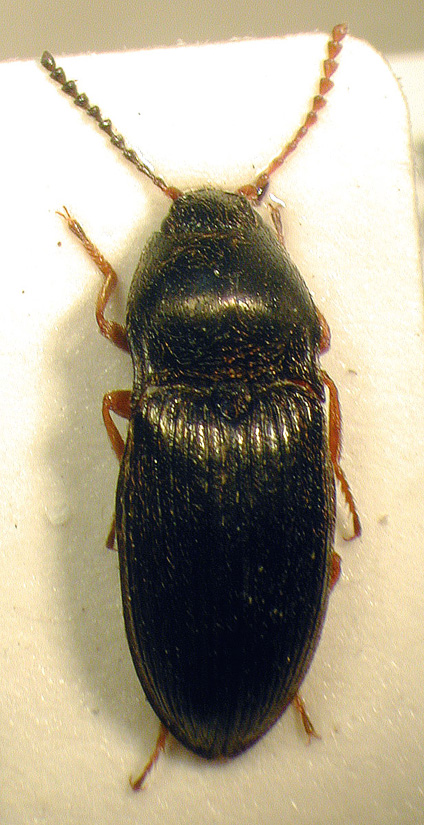